# Masaya Aoyama
Masaya Aoyama (青山 雅也 Aoyama Masaya?) es un personaje de ficción en la serie de anime y manga Tokyo Mew Mew. Masaya es conocido como Mark en Mew Mew Power.

## Historia
Masaya es un chico inteligente y popular de 7º grado. Él es parte del equipo de kendo de su escuela, y le preocupa el medio ambiente de la Tierra. Masaya es el interés amoroso del personaje principal, Ichigo Momomiya; más tarde ellos admiten sus sentimientos mutuos y se convierten en una pareja oficial. Finalmente descubre los poderes de Ichigo, y no le importa que ella sea una Mew Mew, lo cual hace feliz a Ichigo, ya que ella temía lo él pensara de ella en esta forma. 

### Tokyo Mew Mew
Masaya es introducido en el capítulo 1 del manga de Tokyo Mew Mew, yendo con Ichigo a la Exhibición de Animales en Lista Roja. Ichigo está triste, porque él le está prestando más atención a las pantallas que a ella. Ella accidentalmente tropieza y cae sobre Masaya, besándolo en los labios. Al punto en que ellos conocen a Mint Aizawa, que le da a Ichigo un pañuelo en lugar de una servilleta. Masaya, que afirma que gastar servilletas conduce a la deforestación, le complace, ya que el pañuelo de Mint está hecho de fibras reciclables. Más tarde, cuando Ichigo despierta después de haber sido inyectada con el ADN de un gato, le ofrece acompañarla hasta su casa. Al día siguiente, después de su práctica de kendo, Masaya le pido a Ichigo que lo ayude a limpiar un río. Cuando ellos terminan, e Ichigo está a punto de preguntarle a Masaya si ella le gusta, un Chimera Anima rata los ataca, lastimando a Masaya. Afortunadamente, Ichigo es salvada por Ryō Shirogane, y es capaz de derrotar al monstruo después de transformarse en Mew Ichigo. 

### Tokyo Mew Mew à la Mode
En Tokyo Mew Mew à la Mode, él e Ichigo se fueron a Inglaterra para estudiar, pero al final de esta serie regresa reuniéndose con Ichigo.

### Tokyo Mew Mew
La introducción en el anime de Masaya en el episodio 1 ("¡Neko ni Naru! ¡Seigi no Mikata wa Koi Suru Shoujo Nyan!" (¡Convirtiéndose en Gata! ¡Posición de Justicia en una Chica Enamorada) es un poco diferente a su introducción en el manga. Una corta escena de flashback de Ichigo invitándolo a la Exhibición de Animales en Lista Roja es mostrada al comienzo. Ichigo no besa a Masaya accidentalmente (aunque ella también tropieza en el anime y Masaya la atrapa en sus brazos), y ellos no se encuentran con Mint Aizawa. Masaya no le pide a Ichigo que lo ayude a limpiar un río; el Chimera Rata los ataca cuando él está buscando a Ichigo en el parque.
Al final del episodio 12, Masaya llama a Ichigo por su nombre cuando está transformada (esta también es la primera vez en que él la llama por su nombre, Ichigo, en lugar de llamarla "Momomiya-san"), liderándola a creer que él descubrió si identidad. En el siguiente episodio, sin embargo, se disculpa con Mew Ichigo, que fue a salvarlo Chimera Anima, diciendo que la llamó así porque se parece a alguien que ella conoce. No es hasta el episodio 38 que él admite que en realidad reconoció a Ichigo, pero temía que el mencionarlo afectara su relación.

### Mew Mew Power
Mark es introducido en el episodio "premiere" (anteriormente el episodio 12) titulado "La Mew Mew Más Importante". Su personaje es casi el mismo, excepto porque tiene 14 años en lugar de 13. También, el episodio premier hace que parezca que no solo reconoció a Ichigo en su forma Mew Mew, sino también la acepta. Esto nunca pasa en la versión original. El episodio 12 fue quitado de la secuencia de la historia de Mew Mew Power, entonces el cambio no afecta los siguientes episodios de Mew Mew Power.

## Personalidad
Masaya siempre es calmado (aunque se enoja con Ichigo en varias ocasiones, preocupándose por ella cuando ella se pone en peligro), cortés, e intenta hacerlo todo perfectamente. Sin embargo, finalmente le revela a Ichigo que él escogió "ser un buen chico" para poder sobrevivir, y que en realidad es un poco cínico hacia las personas. Ichigo fue la primera persona que a él realmente le agradó, y sus sentimientos mutuos actuaron una gran parte más tarde en la historia.

## Familia
Cerca del final de la serie es revelado que Masaya nunca conoció a sus verdaderos padres. Cuando era niño, él vivió en un orfanato, antes de que fuera adoptado por una pareja. Su familia nunca es presentada, y sus nombres no son mencionados en el manga o anime.

## Alter ego
Cerca del final de la serie el equipo Tokyo Mew Mew (y también los aliens) descubren que Masaya es el misterioso protector de Ichigo, el Caballero Azul. Cuando o cómo obtuvo la habilidad de transformarse nunca es explicado, aunque es implicado que sus poderes de alguna forma están conectados con Ichigo. Más tarde él se convierte en el líder de los aliens, Deep Blue, cuando su espíritu despierta dentro de él. Con la ayuda de Mew Ichigo, Masaya es capaz de destruir el espíritu de Deep Blue y usar el último Agua Mew que estaba dentro de su cuerpo para restaurar Tokio.

## Curiosidades
- Aoyama aparece en el capítulo 17 del anime Karin (manga)

- Datos: Q3530917